# Eldfjall
Eldfjall è un film del 2011 diretto da Rúnar Rúnarsson.